# La Sala (Sant Aniol de Finestres)
La Sala és una obra de Sant Aniol de Finestres (Garrotxa) inclosa a l'Inventari del Patrimoni Arquitectònic de Catalunya.

## Descripció
És una masia situada a poca distància de l'església de sant Aniol de Finestres. És de planta rectangular, amb ampli teulat a dues aigües, amb els vessants vers les façanes principals. Als baixos es troba una immensa porta dovellada a la part central de l'edifici, que havia estat dedicada al bestiar. El primer pis o planta noble està distribuït a l'entorn d'una gran sala de convit, del qual parteixen les nombroses portes que menen a les cambres i altres dependències.
Les obertures d'aquesta planta, igual que les del pis superior, són rectangulars i varen ser realitzades amb carreus molt ben tallats. A la façana de llevant se li ha afegit una galeria de fusta en època recent.
La data de construcció cal situar-la en el decurs del segle xvi o principis del xviii.